# 노리미쓰 오니시
노리미쓰 오니시(Norimitsu Onishi, 일본어: 大西哲光 오니시 노리미쓰[*])는 일본계 캐나다인 저널리스트이다. 일본 지바현 이치카와시출신으로, 4살때 부모를 따라 캐나다 퀘벡주의 몬트리올로 이민하였다. 프린스턴 대학에서 수학하였으며, 학교신문의 편집장을 맡는등, 언론분야에 두각을 나타냈다.
오니시는 1992~1993년에 디트로이트 프리 프레스에서 리포터로 근무한뒤, 1993년 뉴욕타임즈에 입사하여 1998년부터 서아프리카 지국장을 맡다가 2003년 8월에 뉴욕타임즈 도쿄지국장으로 부임하였다.

## 논쟁
오니시는 뉴욕타임즈에서 일본과 한반도에 관한 글을 기고하면서
일본에 대해 비판적인 논조를 자주 보여왔다. 이에 대해 일본의 보수우익언론들과 혐한성향 네티즌들은 오니시의 기사가 반일적이며, 해외에서 일본에 대한 근거없는 편견을 야기시키고 있다고 비난하고 있다. 일례로 만화 혐한류에 대해서는 일본의 서양에 대한 열등감과 아시아국가에 대한 경계심리라는 해석을 내려 일본의 인터넷에서는 비난이 쇄도하였다.